# SEXINT
SEXINT је програм за праћење и/или индексирање порнографских склоности корисника интернета у настојању да се касније прикупљене информације искористе зарад уцењивања. Термин је портманто од енглеских појмова sexual и intelligence. Први пут га је употребила Џенифер Граник, директорка грађанских слобода у Станфордском центру за интернет и друштво.

## Употреба
Није јасно колико често се ови програми и методе користе у поређењу са осталим иницијативама обавештајног савеза Пет очију, попут Видног живца и XKEYSCORE-а.
Ни степен коришћења самог SEXINT-а није познат. Иако су извештаји из прве руке ретки, потврђено је да су шест особа муслиманске вероисповести (које нису биле умешане ни у један терористички напад) представљене као потенцијалне мете метода због утицаја на популарним платформама за хостинг видео-записа као што су YouTube, Facebook и остале друштвене мреже.